# حرية الإعلام في صربيا

مؤشر حرية الصحافة في 2021:
وضع جيد
وضع مرضٍ
مشكلات ملحوظة
وضع سيئ
وضع سيئ جدا
لا تتوافر بيانات

الرقابة في صربيا محظورة بموجب الدستور. حرية التعبير والمعلومات محمية بموجب القانون الدولي والوطني، حتى لو لم تُنفَذ الضمانات المنصوص عليها في القوانين بشكل متسق. ما تزال هناك بلاغات عن حالات الرقابة والرقابة الذاتية في البلاد.
تعتبر صربيا حرة جزئيًا بتصنيف منظمة فريدوم هاوس وتحتل المرتبة 93 من أصل 180 دولة في تقرير مؤشر حرية الصحافة لعام 2020 الذي جمعته منظمة مراسلون بلا حدود، إذ تراجع ترتيبها بثلاثة مراكز إذا ما قورنت بعام 2019، وأربعة عشر مركز إذا ما قورنت بعام 2018 و 24 مركزًا إذا ما قورنت بعام 2017. في عام 2018، وصف المجلس الدولي للبحوث والتبادل الوضع في وسائل الإعلام في صربيا بأنه الأسوأ في التاريخ الحديث، وأن مؤشر استدامة وسائل الإعلام انخفض بسبب أكثر وسائل الإعلام استقطابًا في ما يقرب من 20 عامًا، وزيادة في الأخبار المزيفة والضغط التحريري على وسائل الإعلام.
في إطار المفاوضات مع الاتحاد الأوروبي، طلب الاتحاد الأوروبي من صربيا تحسين وضمان حرية التعبير والصحافة. وفقًا لكريستيان مير من مراسلون بلا حدود، بصفتها دولة مرشحة (صربيا)، يجب أن تفهم بجدية أهمية استقلال الصحفيين والحاجة إلى حرية وسائل الإعلام.

## الإطار التشريعي
صربيا جزء من الاتفاقية الأوروبية لحقوق الإنسان ومن العهد الدولي للأمم المتحدة الخاص بالحقوق المدنية والسياسية، وكلاهما يفرض التزامات لحماية حرية التعبير والمعلومات.
يضمن دستور صربيا حرية التعبير (بما في ذلك حرية التعبير والصحافة) ويسمح بتقييدها فقط لحماية حقوق وسمعة الآخرين، ودعم سلطة وموضوعية المحاكم وحماية الصحة العامة، وأخلاق المجتمع الديمقراطي والأمن القومي لجمهورية صربيا؛ امتثالًا للمعايير التي حددتها الاتفاقية الأوروبية لحقوق الإنسان.
في حين أن القانون لا يتضمن حكمًا محددًا بشأن خطاب الكراهية، فإن التحريض على التعصب القومي أو العنصري أو الديني يعتبر جريمة جنائية في صربيا. في يونيو 2011، حظرت المحكمة الدستورية المنظمة اليمينية المتطرفة ناسيونالني ستروج (الجبهة الوطنية) لترويجها لخطاب الكراهية العنصرية.
من الحقوق الدستورية، في صربيا، حرية إنشاء وسائل الإعلام دون إذن مسبق. تُمنح التراخيص اللازمة للمحطات التلفزيونية والإذاعية من قبل هيئة مستقلة هي وكالة إذاعة الجمهورية. الرقابة محظورة بموجب الدستور.
يشمل الإطار التشريعي لوسائل الإعلام في صربيا قانون الإعلام، وقانون البث، وقانون بشأن حرية الوصول إلى المعلومات ذات الأهمية العامة، وقانون انتخاب أعضاء البرلمان (ينظم التغطية الانتخابية). ما يزال قانون العقوبات ينص على غرامات الإهانة، حتى بعد إلغاء أحكام التشهير الجنائي. في عام 2013، عُدِّل القانون الجنائي ليشمل إشارة محددة، في المادة 138 الفصل الثالث، إلى تعريض الأشخاص الذين يؤدون واجبات ذات أهمية عامة في مجال الإعلام المتعلق بواجباتهم للخطر، وهو ما أكدته المصادر الرسمية كان من المفترض أن يشمل الصحفيين. تُظهر الإحصاءات حول الملاحقات القضائية في عام 2014 أن 10 قضايا، من أصل 4080 جريمة جنائية مسجلة خلال العام، تتعلق بالمادة 138؛ قضيتين من تلك القضايا أدت إلى لائحة الاتهام وواحد إلى الإدانة.
استنادًا إلى استراتيجية وسائل الإعلام الصربية لعام 2011، اعتُمدت مجموعة جديدة من القوانين المنظمة لوسائل الإعلام في البلاد في عام 2014. وهي تشمل قانون الإعلام والإعلام وقانون وسائل الإعلام العامة وقانون وسائل الإعلام الإلكترونية.
تضمنت المستجدات الرئيسية التي أدخلها قانون المعلومات العامة والإعلام الالتزام بتنفيذ الخصخصة، بحلول يوليو 2015، لوسائل الإعلام التي كانت ما تزال مملوكة للدولة. إلى جانب ذلك، قدم القانون أيضًا سجل وسائط صُمم كأداة لشفافية ملكية وسائل الإعلام. كما يحدد القانون إمكانية وإجراءات التمويل المشترك للمشاريع الإعلامية من خلال الأموال العامة.
يوائم قانون وسائل الإعلام الإلكترونية التشريعات الوطنية الصربية مع المعايير المدرجة في توجيه خدمات وسائل الإعلام السمعية والبصرية للاتحاد الأوروبي في مجالات خطاب الكراهية، وإمكانية الوصول إلى الخدمات السمعية والبصرية للأشخاص ذوي الإعاقة وحماية القصر.

## الهجمات والتهديدات ضد الصحفيين
أفادت الرابطة الصربية المستقلة للصحفيين عن 34 اعتداء جسدي ولفظي على الصحفيين في صربيا في عام 2015؛ وقال أمينها العام سفيتوزار راكوفيتش إن إذلال المسؤولين الحكوميين للصحفيين بلغ ذروته هذا العام. أفاد ميروسلاف يانكوفيتش، المستشار الإعلامي لمنظمة الأمن والتعاون في أوروبا، في ديسمبر 2015 أن ثلاثة صحفيين على الأقل يخضعون لحماية دائمة من الشرطة في صربيا، الأمر الذي يرينا أن المؤسسات لم تواجه ماضيها بعد.
بين يناير وأغسطس 2014، شهدت صربيا 28 حالة تهديد وترهيب ضد الصحفيين -منها 5 اعتداءات جسدية و 3 تهديدات بالقتل- بالتساوي تقريبًا مع 2013 (23 حالة) وفي انخفاض عن عام 2012 (33 حالة). وقالت هيومن رايتس ووتش إن رد السلطات كان ضعيفًا في أحسن الأحوال، ومهملًا في أسوأ الأحوال.
ندد الصحفيون بالعنف والتهديدات المتكررة، إلى جانب إفلات الجناة من العقاب. استنكر الصحفيون الاستقصائيون العاملون في جرائم الحرب والجماعات الدينية المتطرفة كيف قللت السلطات من خطورة التهديدات التي تلقتها عبر الإنترنت. كما ذُكرت حالات التفتيش المالي والإداري التعسفي من قبل السلطات الرسمية، والتي تعتبر ذات طابع تهديدي أو تخويفي ضد التقارير النقدية، مع حالة واحدة محددة في نيش. شارك مسؤولون حكوميون رفيعو المستوى في حملات تشهير، بما في ذلك -كما ذكرت منظمة هيومن رايتس ووتش- رئيس وزراء صربيا ألكسندر فوتشيتش، الذي اتهم علنًا الصحفيين بالعمل نيابة عن المصالح الأجنبية.
تتضمن القضايا المبلغ عنها:
- سلافكو سوروفيجا، قُتل عام 1999 مع صحفيين آخرين هما ميلان بانتيتش ودادا فوجاسينوفيتش. بدأت الحكومة الصربية في 24 يناير 2013 مراجعة العديد من القضايا المشبوهة التي تنطوي على عمليات قتل مزعومة للصحفيين، بما في ذلك الثلاثة منهم. ووجهت لائحة اتهام إلى أربعة أعضاء سابقين في أجهزة الأمن بقتل سورفيجا، بمن فيهم رئيس جهاز الأمن السابق رادومير ماركوفيتش. وثلاثة منهم في الحبس الاحتياطي.[14]
- فلاديمير ميتريك، الصحفي الاستقصائي، الذي تعرض لمحاولة قتل من قبل ضابط شرطة سابق في عام 2005، عندما كان يحقق في تهريب المخدرات في وادي درينا وعاش منذ ذلك الحين تحت حماية الشرطة، دون أن يتمكن من مواصلة عمله. وحُكم على الجاني، بعد ست سنوات في المحكمة، بالسجن لمدة عام ثم حصل على عفو.
- ديجان أناستاسييفيتش، صحفي في فريمي، تعرض لمحاولة قتل في 13 أبريل 2007. ولم تتمكن التحقيقات من القبض على الجناة.[15]
- اشتكت برانكيكا ستانكوفيتش، الصحفية في محطة الإذاعة والتلفزيون B92، من تهديدات بالقتل تلقتها بعد بث أفلام وثائقية عن الفساد في كرة القدم الصربية، لكن المحاكم عاملتهم فقط على أنهم إهانات أو تشهير ورفضت المزيد من الشكاوى.[16]
- تيوفيل بانشيتش، كاتب عمود في جريدة فريمي الأسبوعية، تعرض للهجوم بقضيب معدني في بلغراد في 24 يوليو 2010. كان منتقدًا معتادًا للقومية والفساد والشغب في الرياضة.